# ホンダ・リード
リード（LEAD）は、本田技研工業が製造・販売するスクータータイプのオートバイのシリーズ商標である。

## 概要
初代から3代目モデルは空冷2ストロークエンジンを搭載し、原付一種（原動機付自転車）と原付二種（小型自動二輪車）が併売された。
4代目モデル以降は水冷4ストロークエンジンを搭載する原付二種のみのラインナップで、2017年現在では5代目となるLEAD125が販売されている。

## モデル一覧

### 初代
1982年（昭和57年）2月18日発表。排気量49 ccモデルが型式名AF01/車名リード50としてデラックス・スーパーデラックスの2グレードで同月19日より、排気量79 ccモデルが型式名HF01/車名リード80としてデラックスグレードのみで同年3月下旬より発売。当初はプロテニス選手のビョルン・ボルグがイメージキャラクターに起用された。
さらに同年10月15日発表、同月16日発売で排気量124 ccモデルとして型式名JF01/車名リード125を追加。ただし本モデルは1年ほどで製造販売が終了となり、同社の125 ccクラススクーターは4ストロークエンジン搭載のスペイシー125ストライカーへ移行した。
1983年（昭和58年）2月15日発表、同月16日発売で以下の変更を施したリード50Sを追加。
- シリンダーならびにポート形状の変更・点火プラグ2極化・スクーター初のパワーエキゾーストシステム搭載により最高出力を5.0 ps→5.5 psへ向上
- リード125同様の透過光式タコメーターならびにエアスタビライザーを搭載

さらに同年4月18日発表、同月19日発売でデジタルメーターや液晶式デジタル時計を搭載した50 ccモデル上級車種として型式名A-AF03/車名リーダー（LEADER）を追加。また、同年6月10日発表、同月11日発売でリード50にもリーダー用5.5 psエンジン搭載へ変更するマイナーチェンジを実施した。
1984年（昭和59年）7月10日発表、同月11日発売で以下の設計変更を実施した型式名A-AF10/車名リードSSを追加。
- 最高出力を6.2 psまで向上させた新設計エンジンへの変更
- 前輪ブレーキをシングルディスク化
- トレーリングリンク式フロントサスペンションにブレーキ作動時のフロント沈み込みを抑えるTLAD[注 2]を装備
- メンテナンスフリー化した密閉型バッテリー搭載

同年9月21日発表、同月22日発売で50 ㏄モデルを上述したリードSSから一部装備を省略した型式名A-AF08/車名リード スーパーデラックスに集約。一方でリード80は、1985年（昭和60年）6月24日発表、同月25日発売で、新型エンジンへの変更と車体装備をリードSSと同様にした型式名HF04/車名リード80SSへのモデルチェンジを実施。
1986年（昭和61年）3月11日発表で以下のマイナーチェンジを実施。
- エンジン出力を6.4 psまで向上させたリードSSを同月25日に発売
- リードSSからハンドルカバー周辺の形状変更やエアー封入式ダンパー装着するなどスポーティ指向を強めた型式名A-AF10/車名リードRを同月12日に追加発売

### 2代目

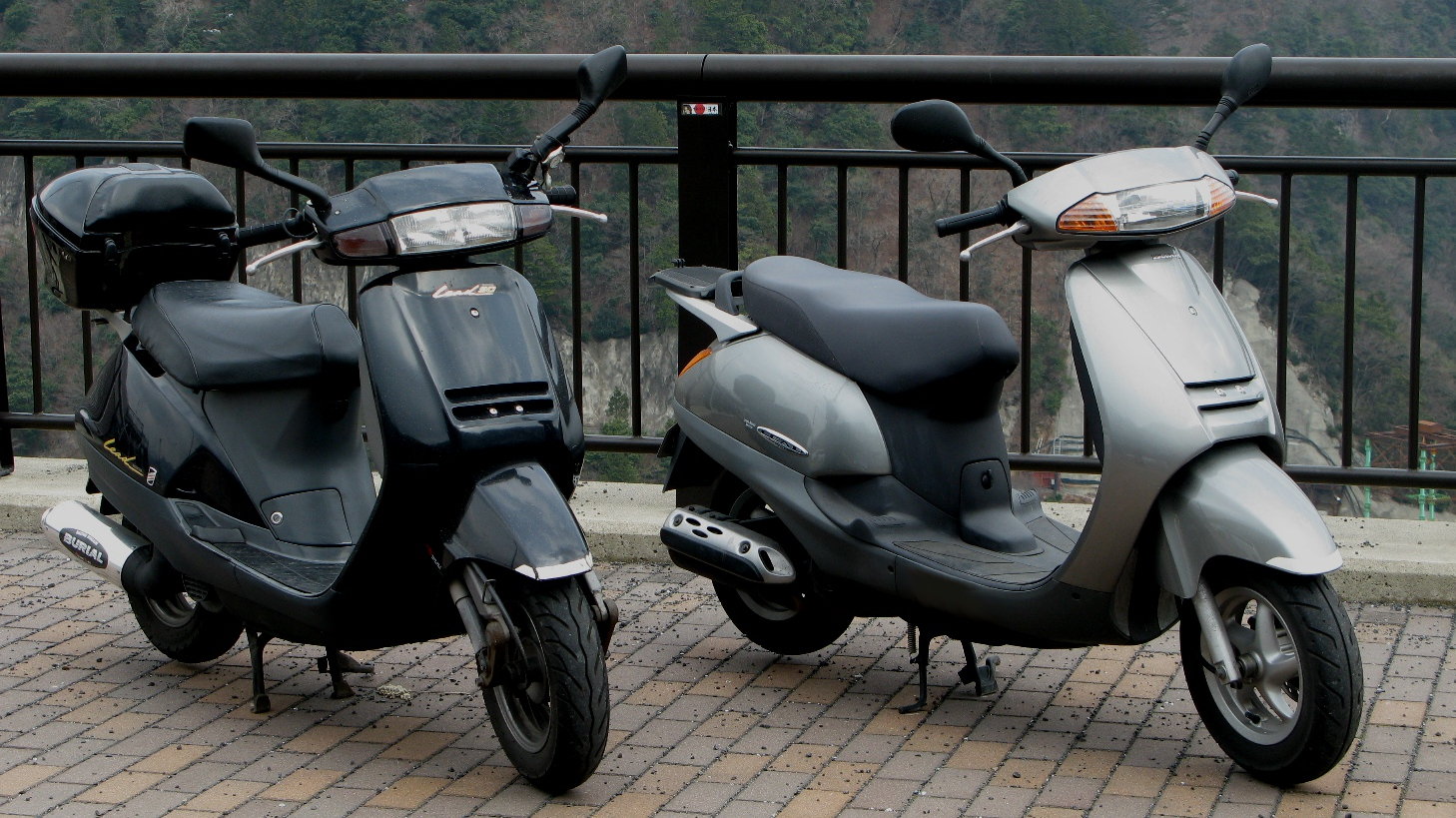
【左】 リード90 HF05
【右】 リード100 JF06

1988年3月29日発表で以下のフルモデルチェンジを実施した2代目モデルへ移行。
- 排気量49㏄モデルは型式名A-AF20/車名リード[注 3]として同年4月20日発売
- 排気量79㏄モデルは89㏄へ拡大して型式名HF05/車名リード90として同年4月15日発売

「ゆとりのボディサイズ」をコンセプトに車体は初代のスポーティー路線から高級上質化路線へ転換したモデルで、新機能としてシート下にヘルメットを格納できる容量28Lのメットイン機構」を新設。また燃料タンクも7.2Lへ増量された
1994年7月のマイナーチェンジでヘッドライトスイッチとポジションライトを廃止。
本モデルのエンジンなど一部パーツを流用してキャビーナ・ブロード・ジョーカーの50cc・90ccモデルが製造販売されたほか、韓国では当時技術提携していたデーリムモーターからリード90をベースに外観を小変更したSuper LEADが生産された。このほか、インド向け仕様が同国ででも生産されたが、外装は樹脂製ではなく鉄板が使用された。

### 3代目
1998年（平成10年）1月26日発表。以下のフルモデルチェンジを実施した3代目モデルへ移行。
- 排気量49 ㏄モデルは型式名BB-AF48/車名リード[注 3]として同年2月25日発売
- 排気量89 ㏄モデルは101 ㏄へ拡大して型式名BD-JF06/車名リード100として同年3月10日発売

本モデルではフロントサスペンションをテレスコピック式へ変更。新たに前後輪連動のコンビブレーキを採用したほか、1998年（平成10年）10月施行の平成10年自動車排出ガス規制に対応した三元触媒内蔵マフラーを装着する。
2001年（平成13年）6月29日発表、同月30日発売で以下のマイナーチェンジを実施。
- カラーリング変更
- メインスイッチ・シートオープナー・ハンドルロック機構をキーシャッター装備のメインキーシリンダーに集約
- オプションのイモビライザーアラームキットが装着できるプレワイヤリングを標準装備化

2003年（平成15年）に同社の二輪車エンジン4ストローク化方針に伴い、BC-JF13型スペイシー100へモデルチェンジする形で生産終了。

### 4代目

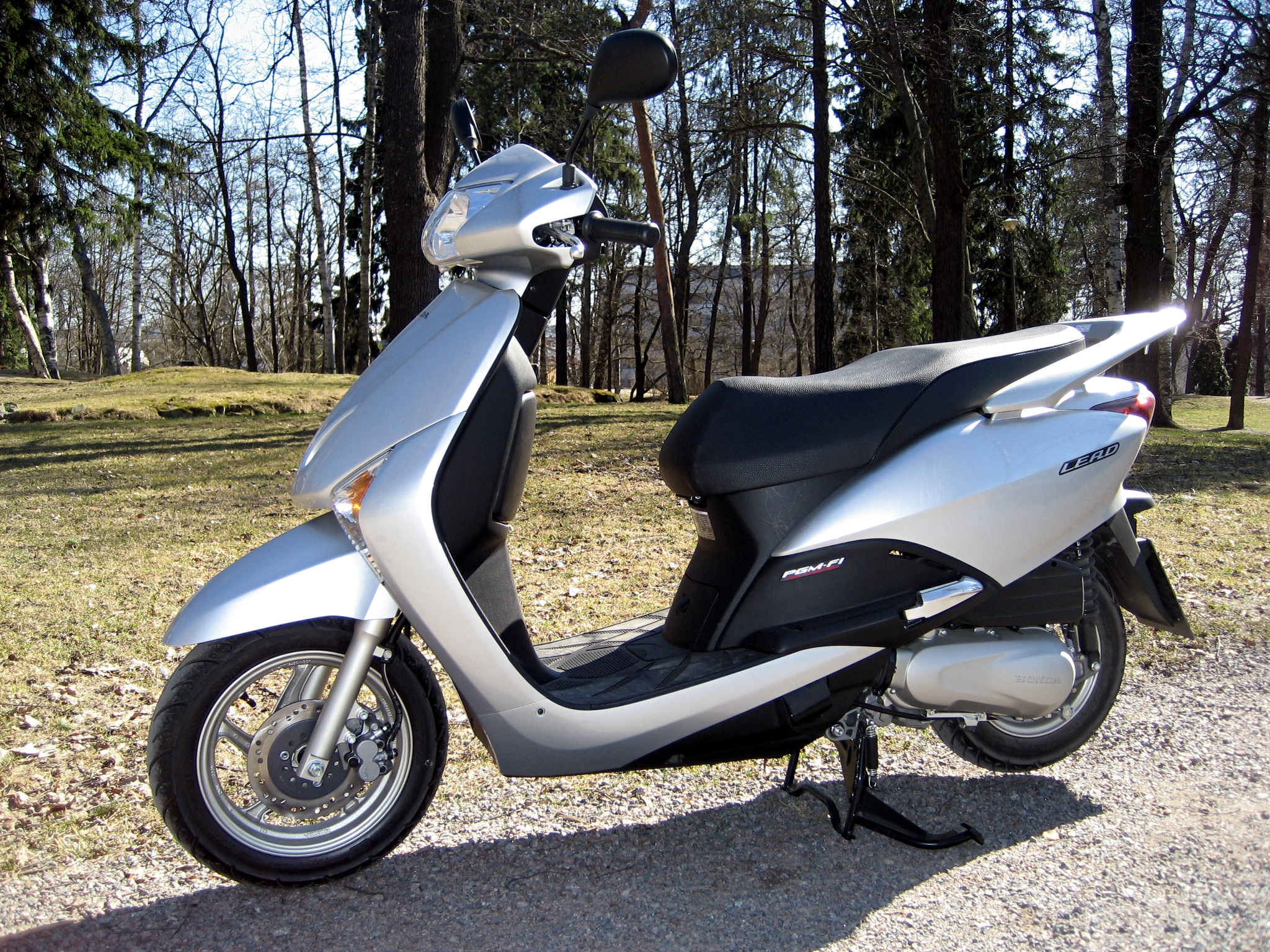
リード110 JF19

リード100の後継車として販売されていたBC-JF13型スペイシー100ならびにBC-JF04型スペイシー125は、平成19年度二輪車排出ガス規制に対応させず2008年一杯で製造ができなくなることから、同年1月15日に中華人民共和国の現地法人五羊-本田摩托(広州)有限公司（Wuyang-Honda Motors (Guangzhou) Co., Ltd.）で2006年から製造販売していたSCR110（中国名：佳御）を日本国内の法規に適合させた上で型式名EBL-JF19/車名リードとして同月25日から正規輸入販売することを発表。
本モデルは、排気量107ccの水冷4ストロークSOHCエンジンを搭載。燃料供給は従来のキャブレターからPGM-FI電子制御式燃料噴射装置へ変更、三元触媒内蔵マフラーと併せて平成19年度二輪車排出ガス規制に対応したほか、車体はスポーツセダンのイメージを取り入れたスポーティーかつ高級感あふれるものとした。
2010年2月18日発表、同月25日発売で以下のマイナーチェンジを実施。
- 車名をリード EXに変更
- カラーリング変更
- コンビブレーキシステムを3ポット式フロントブレーキキャリパーへ改良
- 希望小売価格を273,000円から249,900円へ改定。

後述する5代目発売後も併売されたが、2015年に日本仕様の生産終了が公表された。

### 5代目

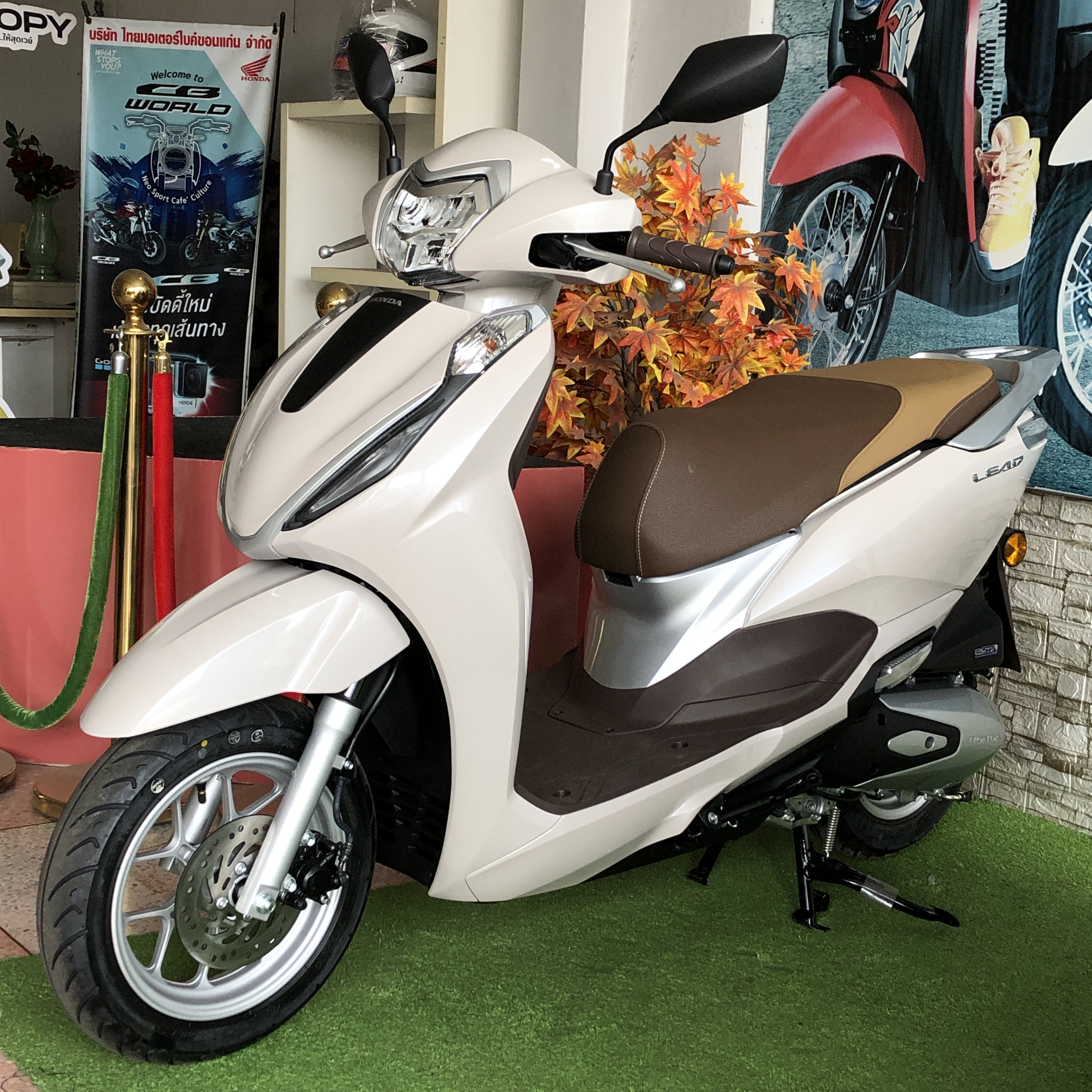
リード125 JK12

2013年3月22日に翌23日の第40回東京モーターサイクルショーでベトナムの現地法人法人ホンダ・ベトナム・カンパニー・リミテッド（Honda Vietnam Co., Ltd.）が製造販売するLEAD125を一般公開し、日本国内でも同年初夏頃に正規輸入販売する予定と発表。同年5月22日に型式名EBJ-JF45/車名リード125として同年7月4日から発売することを正式発表した。
搭載エンジンは、125cc水冷単気筒のグローバルエンジン「eSP」とされ、ACGスターター・アイドリングストップシステムを装備。尾灯とポジションランプはLED電球を使用する。
2017年11月30日発表、12月8日発売の2018年モデルで以下のマイナーチェンジを実施。
- 平成28年排ガス規制に対応
- カラーリング変更
- アルミホイールのデザイン変更 (スポークが5本から10本に)
- フロアステップ後部の形状を変更し足付き性を向上
- フルLEDヘッドライト採用
- フロントインナーボックス内に12Vのアクセサリーソケット追加
- 希望小売価格（税込み）はツートンカラーが313,200円、単色が309,960円

2022年1月28日発表、3月24日発売の2022年モデルで以下のマイナーチェンジを実施
- 水冷4バルブ単気筒エンジン「eSP+」を新たに搭載
- エンジン始動やシートの解施錠に使えるHonda SMART Keyシステムを新たに採用
- スマートフォンなどの端末の充電が可能なUSBソケット（Type-C）を標準装備
- カラーリング変更
- 希望小売価格（税込み）はマットテクノシルバーメタリック色が330,000円、その他が324,500円

2024年11月7日発表、2025年1月16日発売の2024年モデルで以下のマイナーチェンジを実施
- ハンドルカバーおよびフロントカバーまわりの構成部品
- 車体側面に配した車名ロゴのデザインを変更
- シート下のラゲッジボックスに暗い場所で荷物を探しやすくLEDのトランクライト
- 荷物に応じて取付位置の変更が可能なパーテーションボードを新たに採用
- カラーリング変更
- 希望小売価格（税込み）はマットディムグレーメタリック色が346,500円、その他が341,000円